# Fondul European de Investiții
Fondul European de Investiții (FEI) este un organism al Uniunii Europene.
A fost creat în 1994 pentru a susține întreprinderile mici.
Acționarul său majoritar este Banca Europeană de Investiții, alături de care formează „Grupul BEI”.
FEI oferă capital de risc pentru întreprinderile mici și mijlocii (IMM-uri), în special pentru societățile recent înființate și pentru cele cu orientare tehnologică.
De asemenea, furnizează garanții instituțiilor financiare (de exemplu băncilor) pentru a acoperi împrumuturile acordate IMM-urilor.